# Nicholas Kujala
Nicholas Kujala, född 15 maj 1995 i Esbo, Finland, är en finlandssvensk politiker och studerande. Han fungerade som medlem i Ungdomens Nordiska Råds presidium som Nordiska Centerungdomens Förbunds (NCF) representant året 2018-2019. Han var även president för Ungdomens Nordiska Råd 2019-2020. Kujala har fungerat som Finlands Svenska Skolungdomsförbund FSS förbundsordförande åren 2015-2017.